# Circo glaciale

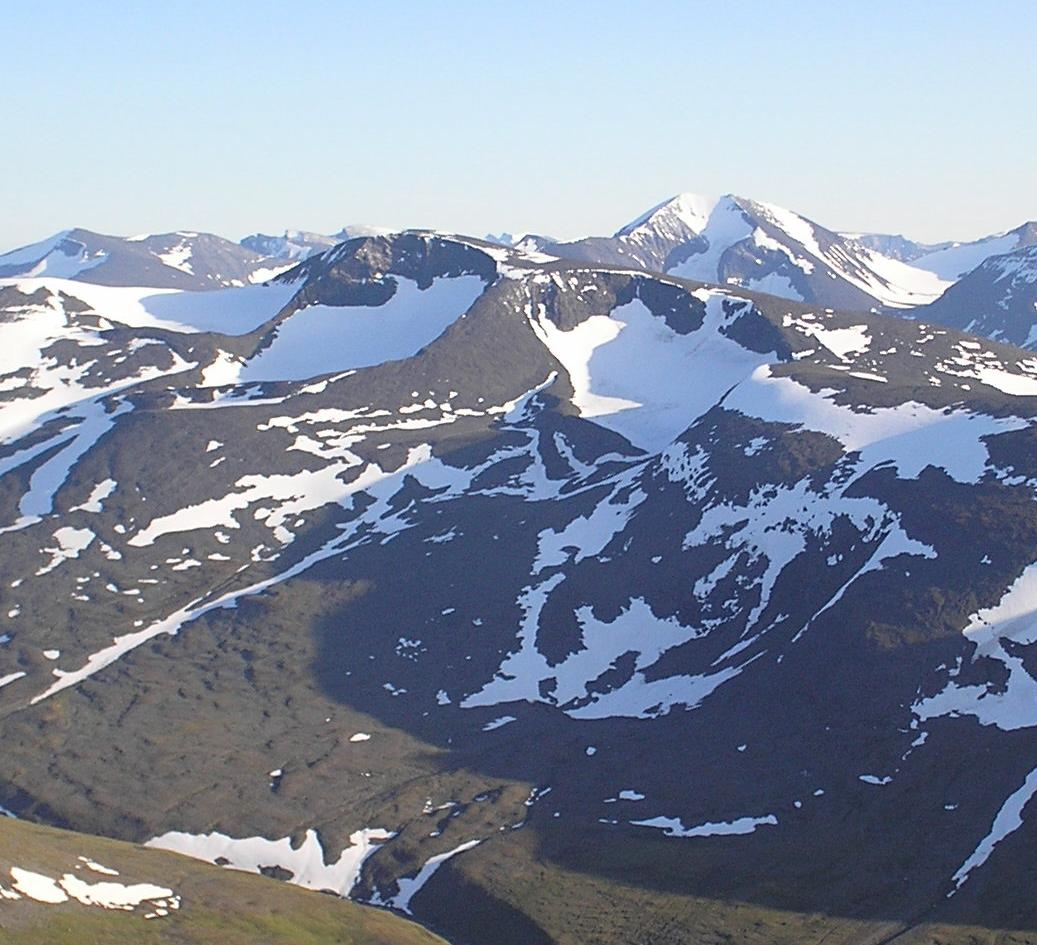
Due circhi con nevai semi-permanenti vicino al Parco nazionale Abisko, Svezia

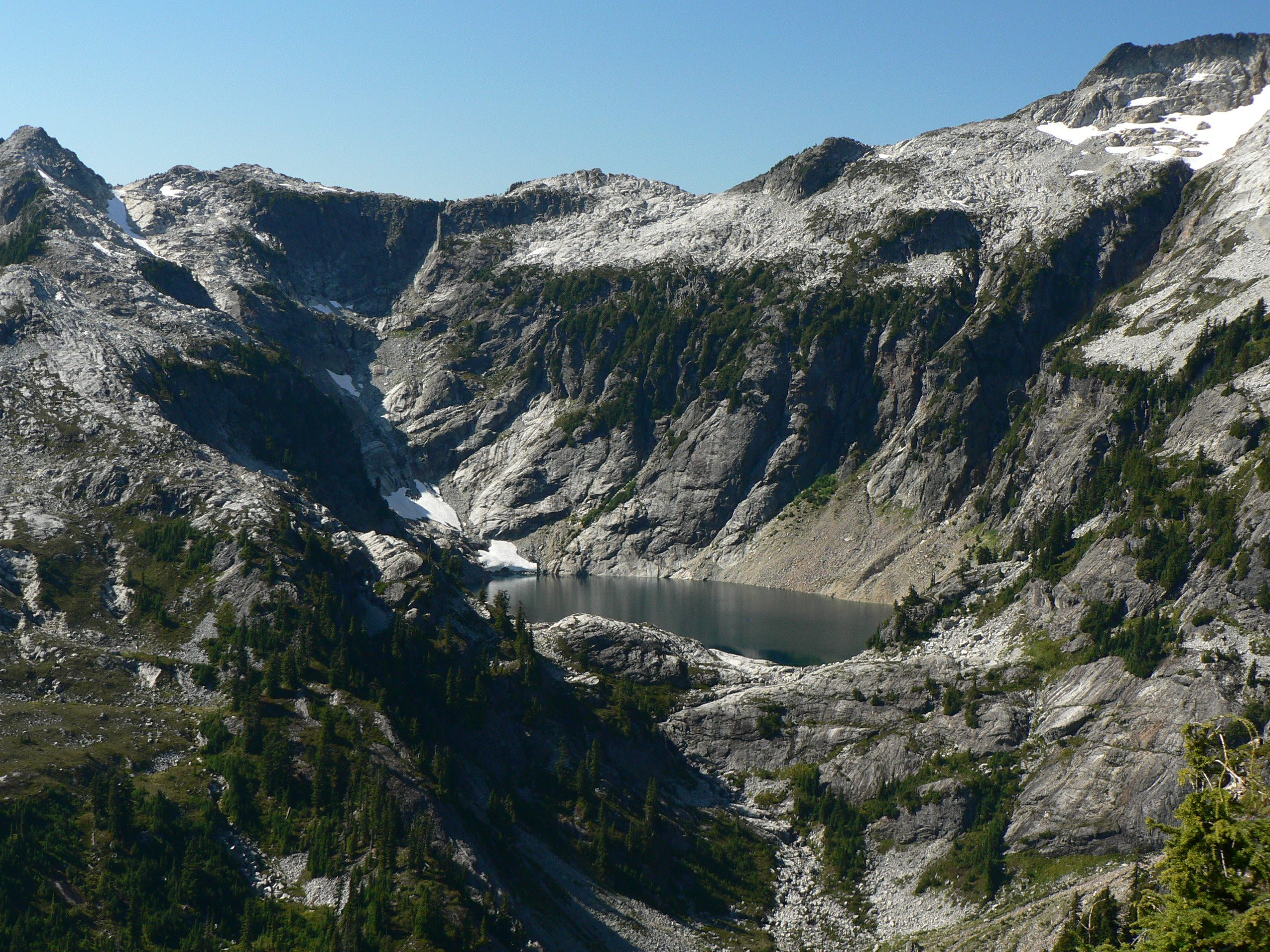
Upper Thornton Lake Cirque nel Parco nazionale delle North Cascades, USA

Un circo glaciale è una valle ad anfiteatro formatasi per erosione glaciale. Per estensione, il termine può indicare una forma a conca derivante da erosione fluviale.
La forma concava di un circo glaciale è aperta sul versante a valle, mentre il tratto a coppa è in genere ripido. I pendii simili a scogliere, lungo i quali ghiaccio e materiale detritico si uniscono e convergono, formano i lati più alti (di numero pari o superiore a tre). In quanto zona di convergenza per moltiplici lingue glaciali insieme ai detriti rocciosi che trasportano, il pavimento del circo presenta la tipica forma concava. Molto spesso risulta essere più profondo al di sotto del livello dell'uscita bassa del circo (palcoscenico) e della sua valle in discesa (dietro le quinte). Se il circo è soggetto a scioglimento stagionale, più spesso il suo pavimento forma un laghetto dietro a una diga, che segna il limite a valle dello sprofondamento glaciale. La diga stessa può essere composta da una morena, da una tillite (tipo di sedimentazione), o da un labbro del substrato roccioso.
Il circo fluviale (makhtesh) nei paesaggi carsici è formato dal flusso intermittente di un fiume, che taglia strati di calcare e gesso lasciando scogliere a picco. Caratteristica comune a tutti i circhi da erosione fluviale è un terreno con strutture superiori resistenti all'erosione, aventi alla base materiali che possono essere erosi facilmente.

## Formazione

Formazione del circo e conseguente tarn

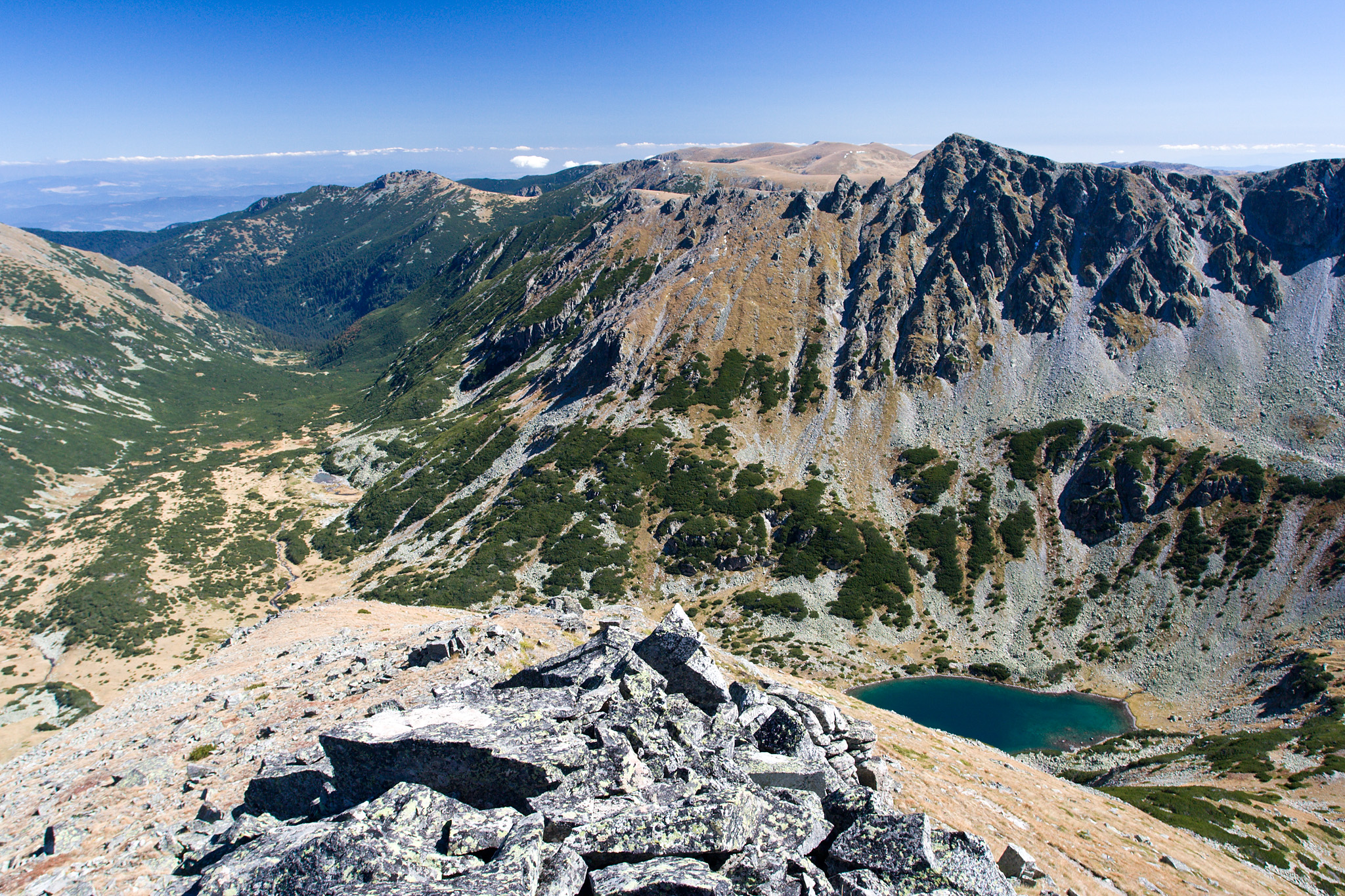
Circo di Maritsa nel monte Rila, Bulgaria

### Formazione di circhi di erosione glaciale
I circhi glaciali si trovano tra le catene montuose di tutto il mondo; quelli "classici" sono in genere lunghi circa un chilometro e larghi altrettanto. Situati in alto su un fianco di una montagna vicino alla linea di firn, sono in genere parzialmente circondati su tre lati da ripide scogliere. La scogliera più alta è spesso chiamata "headwall". Il quarto lato costituisce il labbro, soglia o davanzale. Si tratta del lato in cui il ghiacciaio defluiva dal circo. Molti circhi glaciali contengono laghetti arginati da "till" (detriti) o da una soglia rocciosa. Quando si accumula una quantità sufficiente di neve, può fuoriuscire dall'apertura della conca e formare ghiacciai di valle che possono essere lunghi diversi chilometri.
I circhi si formano in condizioni favorevoli; nell'emisfero settentrionale le condizioni comprendono il versante nord-est dove sono protetti dalla maggior parte dell'energia solare e dai venti prevalenti. Queste zone sono riparate dal caldo favorendo l'accumulo di neve; se l'accumulo aumenta, questa si trasforma in ghiaccio glaciale. Segue il processo di nivazione, per cui una cavità in un pendio può essere allargata dalla segregazione del ghiaccio e dall'erosione glaciale. La segregazione del ghiaccio erode la parete rocciosa verticale e ne provoca la disintegrazione, il che può provocare una valanga che fa cadere più neve e roccia da aggiungere al ghiacciaio in crescita. Alla fine, questa cavità potrebbe diventare abbastanza grande da intensificare l'erosione glaciale. L'allargamento di questa concavità aperta crea una zona di deposizione sottovento più ampia, favorendo il processo di glaciazione. Anche i detriti (o il "till") nel ghiaccio possono abradere la superficie del letto; se il ghiaccio si spostasse lungo un pendio, avrebbe un "effetto carta vetrata" sul substrato roccioso sottostante, che verrebbe raschiato.

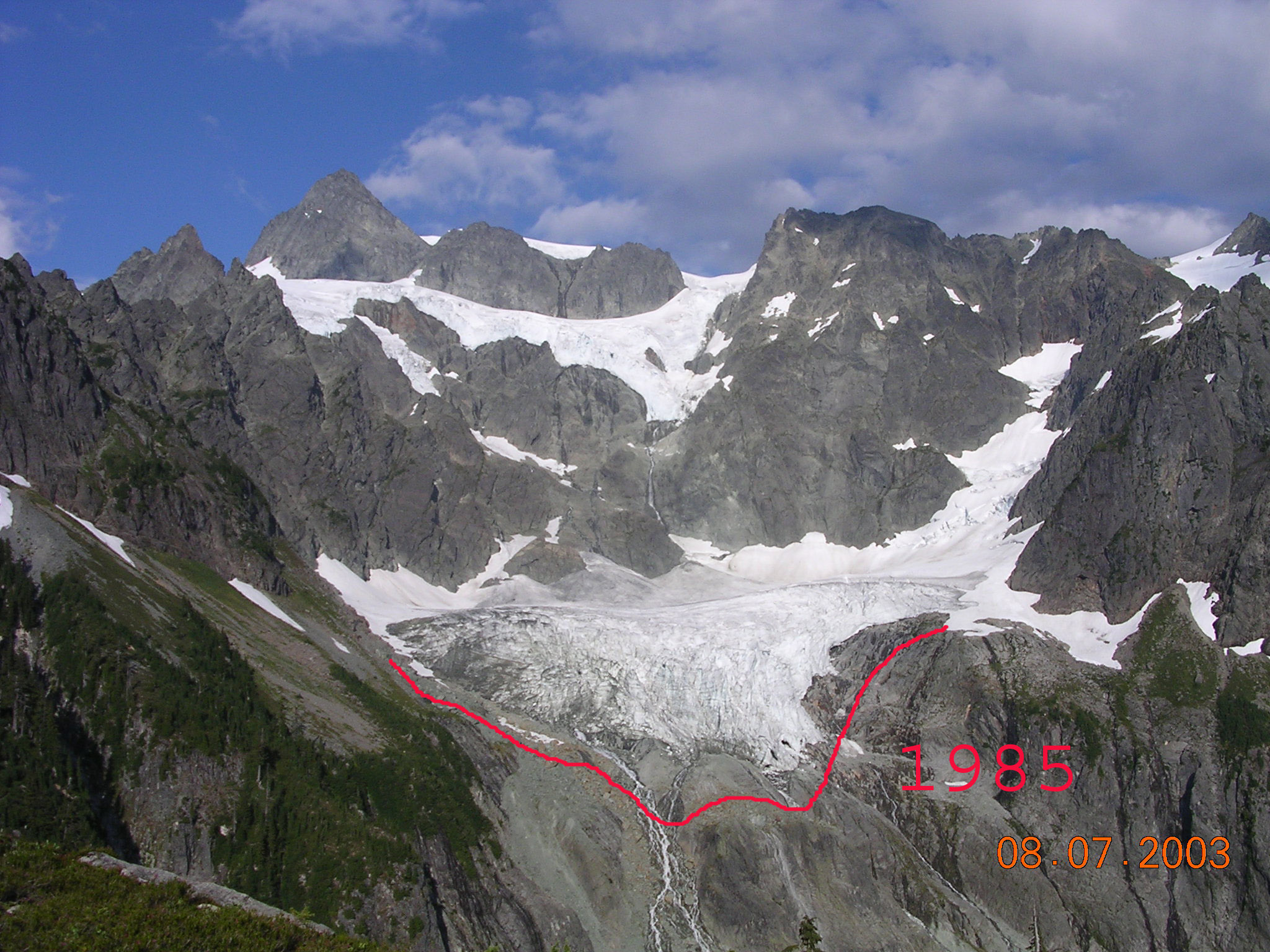
Il Lower Curtis Glacier nel Parco nazionale delle North Cascades è un ghiacciaio di circo ben sviluppato; se il ghiacciaio continua a ritirarsi e a sciogliersi, nel bacino può formarsi un lago

Alla fine, la parte cava può diventare una grande ciotola nel fianco della montagna. Il bacino diventerà più profondo mentre continua ad essere eroso dalla segregazione del ghiaccio e dall'abrasione. Se la segregazione, lo strappo e l'abrasione del ghiaccio continuano, le dimensioni del circo aumenteranno, ma la proporzione della morfologia rimarrebbe più o meno la stessa. Quando il movimento del ghiacciaio separa quest'ultimo, in movimento, dal ghiaccio stazionario si forma una crepaccia terminale. Il metodo di erosione della parete di testa, compresa tra la superficie del ghiacciaio e il fondo del circo, è stato attribuito a meccanismi di gelo-disgelo. La temperatura all'interno del crepaccio terminale cambia molto poco, tuttavia, gli studi hanno dimostrato che la segregazione del ghiaccio (frantumazione del ghiaccio) può verificarsi anche con piccoli cambiamenti di temperatura. L'acqua che scorre nel crepaccio terminale può essere raffreddata a temperature di congelamento, dal ghiaccio circostante, consentendo il verificarsi di meccanismi di congelamento-scongelamento.

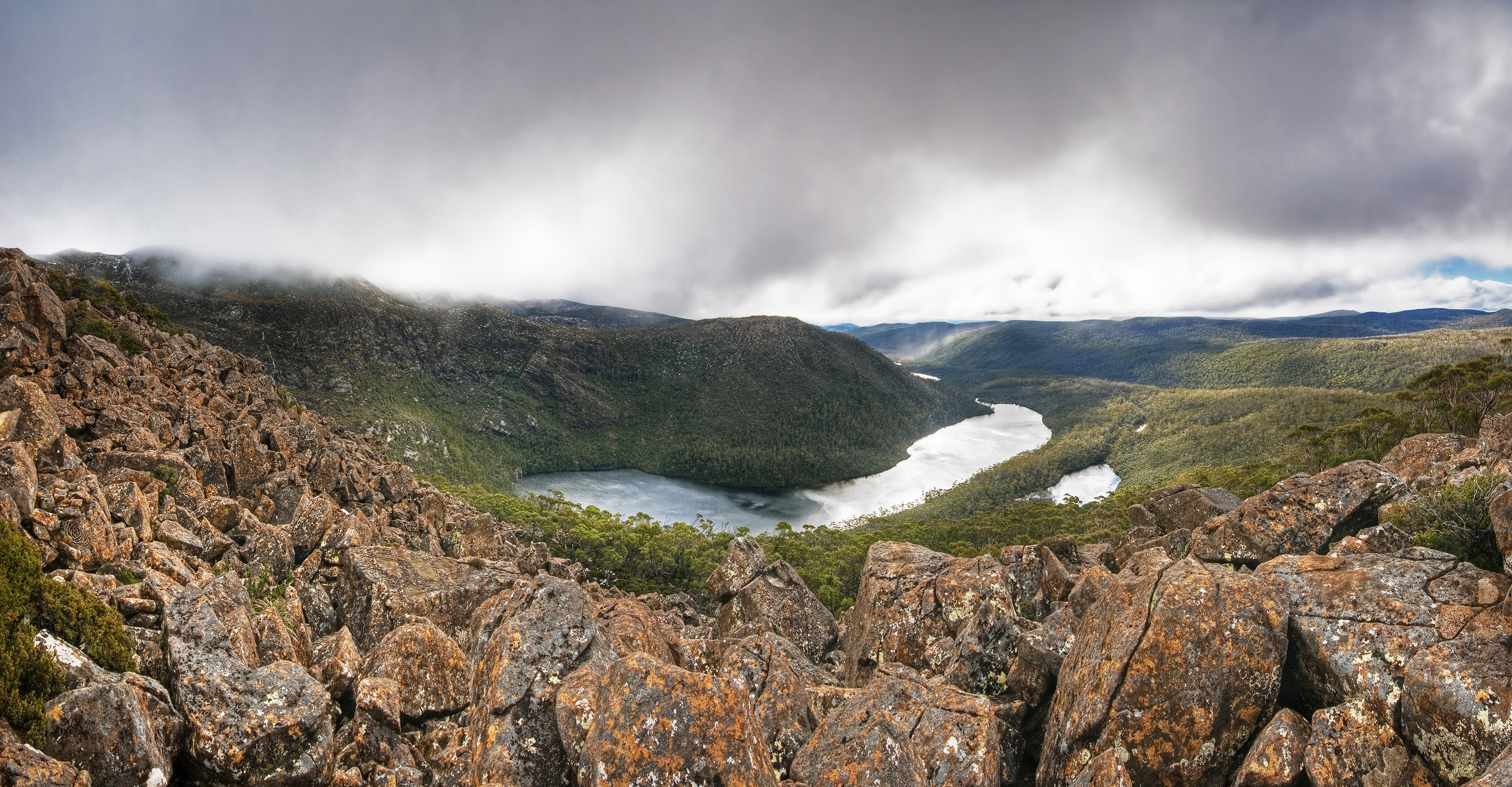
Lago Seal, Field National Park, Tasmania – un circo formato da un ghiacciaio è visibile nelle pareti intorno al lago Seal

Se due circhi adiacenti si erodono l'un l'altro, si forma uno spigolo, o una ripida cresta laterale. Quando tre o più circhi si erodono l'un l'altro, si crea un picco piramidale. In alcuni casi, questo picco sarà reso accessibile da uno o più spigoli. Il Cervino nelle Alpi è un esempio di tale vetta.
Laddove i circhi si formano uno dietro l'altro, ne risulta una scalinata da circo come nel lago Zastler della Foresta Nera.
Poiché i ghiacciai possono originarsi solo al di sopra del limite delle nevi, lo studio della posizione dei circhi attuali fornisce informazioni sui modelli passati delle glaciazioni e sui cambiamenti climatici.

### Formazione di circhi di erosione fluviale

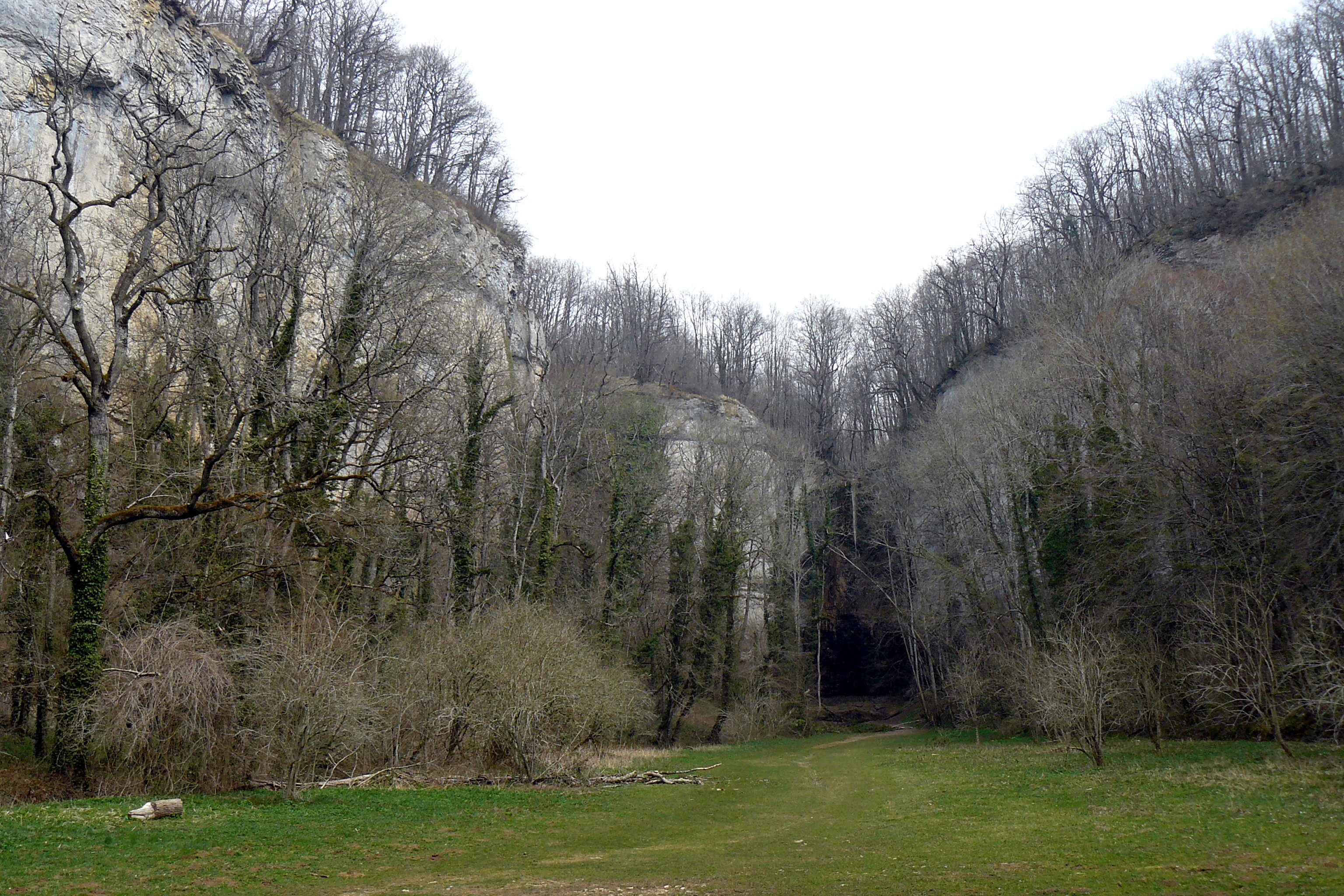
Il Cirque du Bout du Monde

Sebbene sia un uso meno comune, il termine circo è utilizzato anche per le caratteristiche di erosione fluviale a forma di anfiteatro. Ad esempio, circa 200 km2 di circo di erosione anticlinale si trovano a 30°35′N 34°45′E sul confine meridionale degli altipiani del Negev. Questo circo di erosione o makhtesh è stato formato dal flusso intermittente del fiume nel Cratere Ramon che taglia strati di calcare e gesso, creando pareti del circo con una ripida caduta di 200 metri. Il Cirque du Bout du Monde è un'altra di queste caratteristiche, creata in terreni carsici nella regione della Borgogna nel dipartimento della Côte-d'Or in Francia.
Un altro tipo di circo formato dall'erosione fluviale si trova sull'isola de La Riunione, che comprende la struttura vulcanica più alta dell'Oceano Indiano. L'isola è costituita da un vulcano a scudo attivo (Piton de la Fournaise) e da un vulcano spento e profondamente eroso (Piton des Neiges). Tra essi sono stati erosi tre circhi in una sequenza di rocce agglomerate e frammentate e brecce vulcaniche associate a lave a cuscino ricoperte da lave più coerenti e solide.
Una caratteristica comune a tutti i circhi ad erosione fluviale è un terreno che comprende strutture superiori resistenti all'erosione sovrastanti materiali che sono più facilmente erodibili.

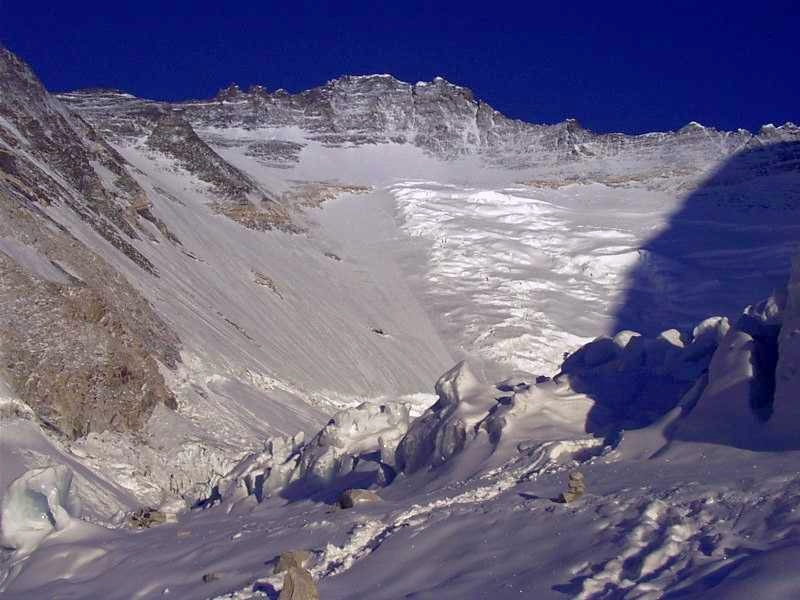
Il Western Cwm con la parete del Lhotse dell'Everest sullo sfondo

## Circhi notevoli
- Australia

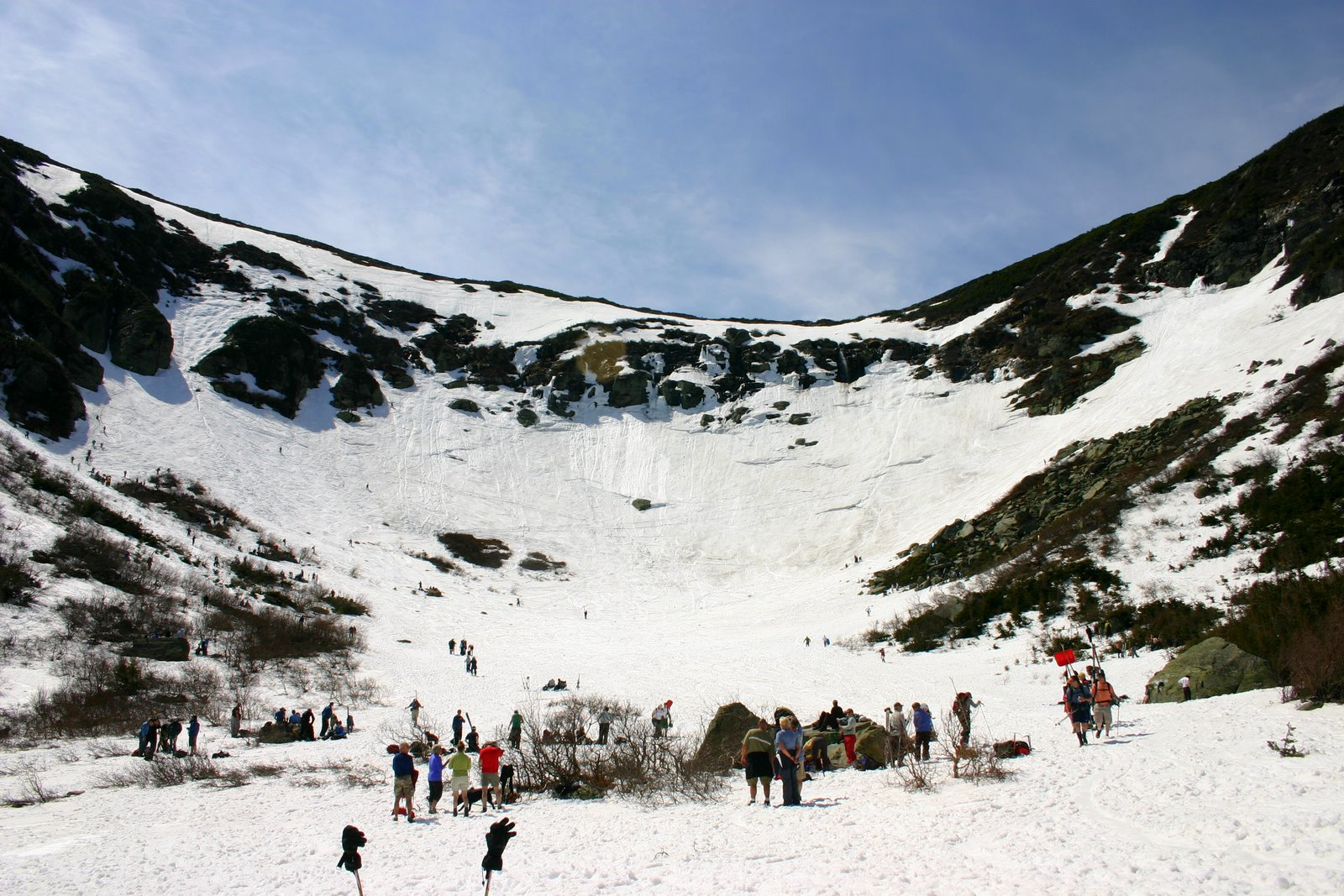
Circo Tuckerman Ravine, headwall e sciatori primaverili, New Hampshire

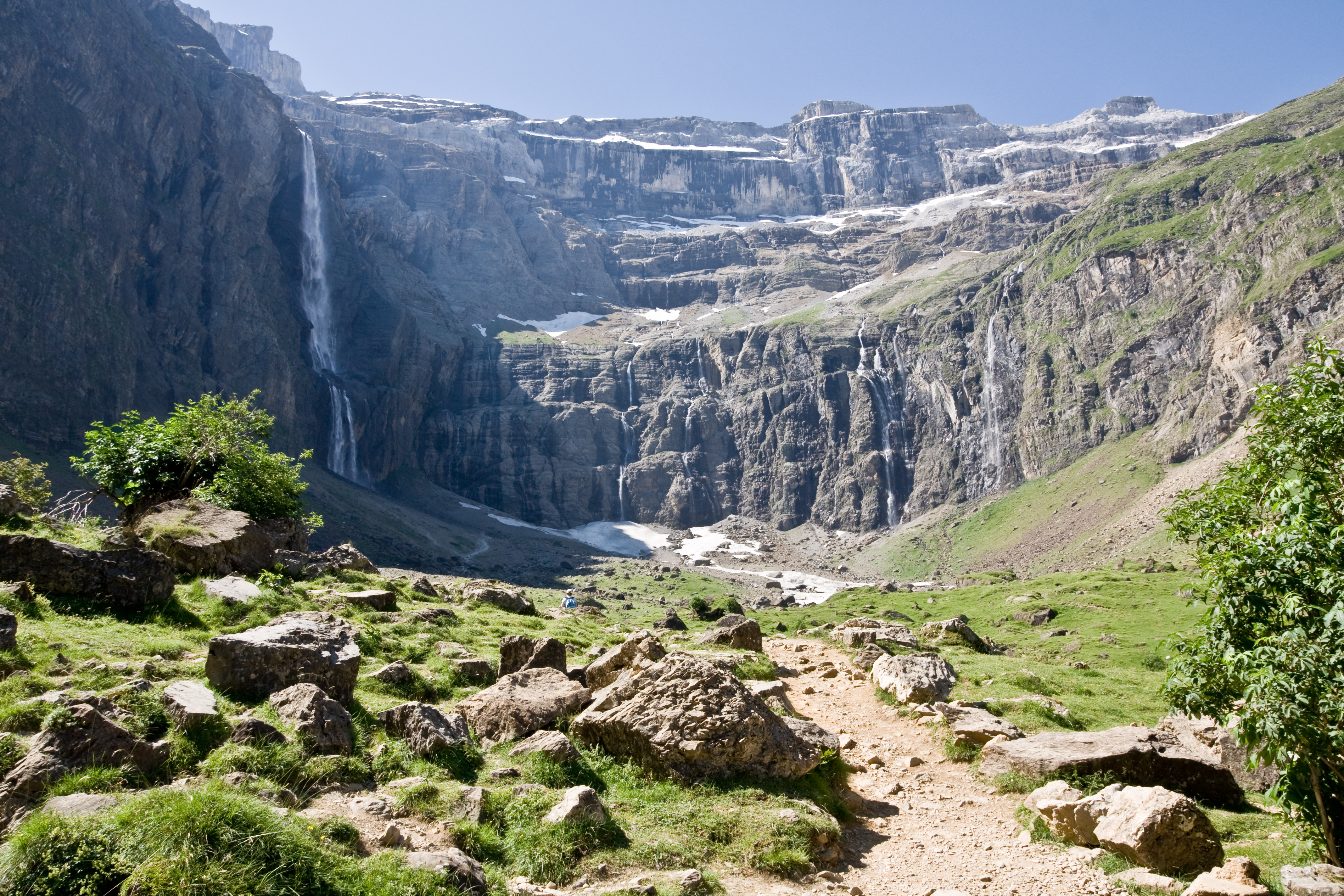
Circo di Gavarnie, Pirenei francesi

  - Blue Lake Cirque, Nuovo Galles del Sud
- Asia
  - Chandra Taal, Himachal Pradesh, India
  - Cirque Valley, Hindu Kush, Pakistan
  - Cwm occidentale, Khumbu Himal, Nepal,
- Europa (circhi glaciali)
  - Circo de Gredos, Sierra de Gredos, Spagna
  - Circo di Gavarnie, Pirenei, Francia
  - Cirque d'Estaubé, Pirenei, Francia
  - Cirque de Troumouse, Pirenei, Francia
  - Cirque du Fer à Cheval, Alpi della Savoia, Francia
  - Circo di Maritsa Monte Rila, Bulgaria
  - Circo di Malyovitsa 'Monte Rila, Bulgaria
  - Sette circhi dei laghi di Rila, montagna di Rila, Bulgaria
  - Circo Banderishki, monte Pirin, Bulgaria
  - Coire an t-Sneachda, Monti Grampiani nelle Highlands scozzesi
  - Śnieżne Kotły, Monti dei Giganti, Polonia
  - Lago Coumshingaun, Contea di Waterford, Irlanda[4]
- Europa (circhi fluviali)
  - Cirque de Navacelles, Grande Causses, Francia
  - Cirque du Bout du Monde, Grande Causses, Francia
  - Cirque du Bout du Monde, Borgogna, Francia
- Nord America
  - Cirque of the Towers, Wyoming, Stati Uniti
  - Iceberg Cirque, Montana, Stati Uniti
  - Circo di Summit Lake e altri a Mount Evans, Colorado, Stati Uniti
  - Great Basin e altri sul Monte Katahdin, Maine, Stati Uniti
  - Great Gulf, New Hampshire, Stati Uniti
  - Tuckerman Ravine, New Hampshire, Stati Uniti